# Рекс Гартвіг
Рекс Гартвіг (англ. Rex Hartwig; 2 вересня 1929 — 30 грудня 2022) — колишній австралійський тенісист.
Найвищу одиночну позицію світового рейтингу — 5 місце досяг року (за даними Ленса Тінґея).
Здобув 14 одиночних титулів.
Перемагав на турнірах Великого шолома в парному та змішаному парному розрядах.
Завершив кар'єру 1962 року.

## Фінали турнірів Великого шолома

### Одиночний розряд (2 поразки)
| Результат | Рік  | Турнір              | Покриття | Суперник    | Рахунок            |
| --------- | ---- | ------------------- | -------- | ----------- | ------------------ |
| Поразка   | 1954 | Чемпіонат Австралії | Трава    | Мервін Роуз | 2–6, 6–0, 4–6, 2–6 |
| Поразка   | 1954 | Чемпіонат США       | Трава    | Вік Сайксес | 6–3, 2–6, 4–6, 4–6 |

### Парний розряд  (4–1)
| Результат | Рік  | Турнір               | Покриття | Партнер     | Суперники                     | Рахунок            |
| --------- | ---- | -------------------- | -------- | ----------- | ----------------------------- | ------------------ |
| Поразка   | 1953 | Вімблдонський турнір | Трава    | Мервін Роуз | Лью Гоуд Кен Роузволл         | 4–6, 5–7, 6–4, 5–7 |
| Перемога  | 1953 | Чемпіонат США        | Трава    | Мервін Роуз | Гарднар Маллой Білл Талберт   | 6–4, 4–6, 6–2, 6–4 |
| Перемога  | 1954 | Чемпіонат Австралії  | Трава    | Мервін Роуз | Ніл Фрейзер Клайв Вайлдерспін | 6–3, 6–4, 6–2      |
| Перемога  | 1954 | Вімблдонський турнір | Трава    | Мервін Роуз | Вік Сайксес Тоні Траберт      | 6–4, 6–4, 3–6, 6–4 |
| Перемога  | 1955 | Вімблдонський турнір | Трава    | Лью Гоуд    | Ніл Фрейзер Кен Роузволл      | 7–5, 6–4, 6–3      |

### Мікст (2–2)
| Результат | Рік  | Турнір              | Покриття | Партнер                | Суперники                    | Рахунок       |
| --------- | ---- | ------------------- | -------- | ---------------------- | ---------------------------- | ------------- |
| Перемога  | 1953 | Чемпіонат Австралії | Трава    | Джулія Семпсон-Гейворд | Морін Конноллі Гем Річардсон | 6–4, 6–3      |
| Поразка   | 1953 | Чемпіонат США       | Трава    | Джулія Семпсон         | Доріс Гарт Вік Сайксес       | 2–6, 6–4, 4–6 |
| Перемога  | 1954 | Чемпіонат Австралії | Трава    | Телма Койн-Лонґ        | Берил Пенроуз Джон Бромвіч   | 4–6, 6–1, 6–2 |
| Поразка   | 1954 | Чемпіонат Франції   | Ґрунт    | Жаклін Паторні         | Морін Конноллі Лью Гоуд      | 4–6, 3–6      |